# Gubalahalli, Chintamani
Gubalahalli là một làng thuộc tehsil Chintamani, huyện Kolar, bang Karnataka, Ấn Độ.